# Flordelis (futebolista)
Flordelis Santos Oliveira é uma ex-jogadora de futebol brasileira. Ela integrou a Seleção Brasileira durate o Torneio Experimental da China em 1988.